# Giro di Slovenia 2016
Il Giro di Slovenia 2016, ventitreesima edizione della corsa, valevole come prova dell'UCI Europe Tour 2016 categoria 2.1, si svolse in quattro tappe dal 16 al 19 giugno 2016 su un percorso di 588,8 km, con partenza da Lubiana e arrivo a Novo Mesto, in Slovenia. La vittoria fu appannaggio dell'estone Rein Taaramäe, che completò il percorso in 15h10'29", alla media di 38,801 km/h, precedendo l'australiano Jack Haig e il ceco Jan Bárta.
Sul traguardo di Novo Mesto 124 ciclisti, su 140 partiti da Lubiana, portarono a termine la competizione.

## Squadre e corridori partecipanti
| N.    | Cod. | Squadra                     |
| ----- | ---- | --------------------------- |
| 1-8   | ADR  | Adria Mobil                 |
| 11-17 | SKY  | Team Sky                    |
| 21-26 | TNK  | Tinkoff                     |
| 31-38 | KAT  | Team Katusha                |
| 41-47 | LAM  | Lampre-Merida               |
| 51-55 | OGE  | Orica-GreenEDGE             |
| 61-68 | DDD  | Dimension Data              |
| 71-77 | BOA  | Bora-Argon 18               |
| 81-86 | BAR  | Bardiani-CSF                |
| 91-98 | AND  | Androni Giocattoli-Sidermec |

| N.      | Cod. | Squadra                     |
| ------- | ---- | --------------------------- |
| 101-108 | TSV  | Topsport Vlaanderen-Baloise |
| 111-118 | GAZ  | Gazprom-RusVelo             |
| 121-128 | NIP  | Nippo-Vini Fantini          |
| 131-138 | RAR  | Radenska-Ljubljana          |
| 141-148 | MKT  | Meridiana-Kamen Team        |
| 151-158 | AMP  | Amplatz-BMC                 |
| 161-167 | NOR  | Norda-MG.Kvis-Vega          |
| 171-178 | SKC  | SKC Tufo-Prostejov          |
| 181-187 | SVN  | Selezione slovena           |

## Tappe
| Tappa  | Data      | Percorso                                 | km    | Vincitore di tappa | Leader cl. generale |
| ------ | --------- | ---------------------------------------- | ----- | ------------------ | ------------------- |
| 1ª     | 16 giugno | Lubiana > Capodistria                    | 177,8 | Jens Keukeleire    | Jens Keukeleire     |
| 2ª     | 17 giugno | Nova Gorica > Golte                      | 217,2 | Rein Taaramäe      | Rein Taaramäe       |
| 3ª     | 18 giugno | Celje > Celjska Koča (cron. individuale) | 16,8  | Diego Ulissi       | Rein Taaramäe       |
| 4ª     | 19 giugno | Rogaška Slatina > Novo Mesto             | 179,1 | Aleksandr Porsev   | Rein Taaramäe       |
| Totale | Totale    | Totale                                   | 588,8 |                    |                     |

## Dettagli delle tappe

### 1ª tappa
- 16 giugno: Lubiana > Capodistria – 177,8 km

Risultati
| Pos. | Corridore       | Squadra      | Tempo    |
| ---- | --------------- | ------------ | -------- |
| 1    | Jens Keukeleire | Orica-BikeE. | 4h27'33" |
| 2    | Diego Ulissi    | Lampre       | s.t.     |
| 3    | Scott Thwaites  | Bora         | s.t.     |

| Pos. | Corridore       | Squadra | Tempo    |
| ---- | --------------- | ------- | -------- |
| 1    | Jens Keukeleire | Orica   | 4h27'33" |
| 2    | Diego Ulissi    | Lampre  | s.t.     |
| 3    | Scott Thwaites  | Bora    | s.t.     |

### 2ª tappa
- 17 giugno: Nova Gorica > Golte – 217,2 km

Risultati
| Pos. | Corridore     | Squadra | Tempo    |
| ---- | ------------- | ------- | -------- |
| 1    | Rein Taaramäe | Katusha | 5h46'40" |
| 2    | Jack Haig     | Orica   | a 36"    |
| 3    | Egan Bernal   | Androni | a 50"    |

| Pos. | Corridore     | Squadra | Tempo     |
| ---- | ------------- | ------- | --------- |
| 1    | Rein Taaramäe | Katusha | 10h14'16" |
| 2    | Jack Haig     | Orica   | a 36"     |
| 3    | Egan Bernal   | Androni | a 50"     |

### 3ª tappa
- 18 giugno: Celje > Celjska Koča – Cronometro individuale – 16,8 km

Risultati
| Pos. | Corridore     | Squadra      | Tempo  |
| ---- | ------------- | ------------ | ------ |
| 1    | Diego Ulissi  | Lampre       | 28'23" |
| 2    | Rein Taaramäe | Katusha      | a 4"   |
| 3    | Omar Fraile   | Dimension D. | a 52"  |

| Pos. | Corridore     | Squadra | Tempo     |
| ---- | ------------- | ------- | --------- |
| 1    | Rein Taaramäe | Katusha | 10h42'43" |
| 2    | Jack Haig     | Orica   | a 1'42"   |
| 3    | Jan Bárta     | Bora    | a 2'38"   |

### 4ª tappa
- 19 giugno: Rogaška Slatina > Novo Mesto – 179,1 km

Risultati
| Pos. | Corridore         | Squadra      | Tempo    |
| ---- | ----------------- | ------------ | -------- |
| 1    | Aleksandr Porsev  | Katusha      | 4h27'46" |
| 2    | Rüdiger Selig     | Bora         | s.t.     |
| 3    | Kristian Sbaragli | Dimension D. | s.t.     |

| Pos. | Corridore     | Squadra | Tempo     |
| ---- | ------------- | ------- | --------- |
| 1    | Rein Taaramäe | Katusha | 15h10'29" |
| 2    | Jack Haig     | Orica   | a 1'42"   |
| 3    | Jan Bárta     | Bora    | a 2'38"   |

## Evoluzione delle classifiche
| Tappa              | Vincitore          | Classifica generale Rumena majica | Classifica a punti Rdeča majica | Classifica della montagna Modra majica | Classifica giovani Bela majica | Classifica a squadre        |
| ------------------ | ------------------ | --------------------------------- | ------------------------------- | -------------------------------------- | ------------------------------ | --------------------------- |
| 1ª                 | Jens Keukeleire    | Jens Keukeleire                   | Jens Keukeleire                 | Marek Čanecký                          | Lorenzo Rota                   | Lampre-Merida               |
| 2ª                 | Rein Taaramäe      | Rein Taaramäe                     | Jack Haig                       | Jan Tratnik                            | Egan Bernal                    | Androni Giocattoli-Sidermec |
| 3ª                 | Diego Ulissi       | Rein Taaramäe                     | Jack Haig                       | Jan Tratnik                            | Egan Bernal                    | Androni Giocattoli-Sidermec |
| 4ª                 | Aleksandr Porsev   | Rein Taaramäe                     | Jack Haig                       | Jan Tratnik                            | Egan Bernal                    | Androni Giocattoli-Sidermec |
| Classifiche finali | Classifiche finali | Rein Taaramäe                     | Jack Haig                       | Jan Tratnik                            | Egan Bernal                    | Androni Giocattoli-Sidermec |

## Classifiche finali

### Classifica generale - Maglia gialla
| Pos. | Corridore         | Squadra      | Tempo     |
| ---- | ----------------- | ------------ | --------- |
| 1    | Rein Taaramäe     | Katusha      | 15h10'29" |
| 2    | Jack Haig         | Orica        | a 1'42"   |
| 3    | Jan Bárta         | Bora         | a 2'38"   |
| 4    | Egan Bernal       | Androni      | a 2'47"   |
| 5    | Jure Golčer       | Adria Mobil  | a 2'48"   |
| 6    | Eliot Lietaer     | Topsport Vl. | a 2'57"   |
| 7    | José Mendes       | Bora         | a 3'00"   |
| 8    | Pavel Kočetkov    | Katusha      | a 3'14"   |
| 9    | Janez Brajkovič   | Slovenia     | a 3'15"   |
| 10   | Franco Pellizotti | Androni      | a 3'27"   |

### Classifica a punti - Maglia rossa
| Pos. | Corridore        | Squadra      | Punti |
| ---- | ---------------- | ------------ | ----- |
| 1    | Jack Haig        | Orica        | 46    |
| 2    | Preben Van Hecke | Topsport Vl. | 45    |
| 3    | Rein Taaramäe    | Katusha      | 45    |
| 4    | Jens Keukeleire  | Orica        | 28    |
| 5    | Aleksandr Porsev | Katusha      | 25    |

### Classifica scalatori - Maglia azzurra
| Pos. | Corridore       | Squadra     | Punti |
| ---- | --------------- | ----------- | ----- |
| 1    | Jan Tratnik     | Amplatz-BMC | 17    |
| 2    | Diego Ulissi    | Lampre      | 16    |
| 3    | Rein Taaramäe   | Katusha     | 12    |
| 4    | Iuri Filosi     | Nippo       | 10    |
| 5    | Michele Gazzara | Norda       | 9     |

### Classifica giovani - Maglia bianca
| Pos. | Corridore     | Squadra      | Tempo     |
| ---- | ------------- | ------------ | --------- |
| 1    | Egan Bernal   | Androni      | 15h13'16" |
| 2    | Gianni Moscon | Team Sky     | a 1'17"   |
| 3    | Lorenzo Rota  | Bardiani-CSF | a 2'17"   |
| 4    | Žiga Ručigaj  | Radenska     | a 14'52"  |
| 5    | Nils Politt   | Katusha      | 9         |

### Classifica a squadre
| Pos. | Squadra                     | Tempo     |
| ---- | --------------------------- | --------- |
| 1    | Androni Giocattoli-Sidermec | 45h40'44" |
| 2    | Bora-Argon 18               | a 2'51"   |
| 3    | Norda-Mg.K Vis              | a 8'26"   |
| 4    | Topsport Vlaanderen-Baloise | a 9'39"   |
| 5    | Team Katusha                | a 11'12"  |